# Бжозувка (Новодворський повіт)
Бжозувка (пол. Brzozówka) — село в Польщі, у гміні Чоснув Новодворського повіту Мазовецького воєводства.
Населення — 189 осіб (2011).
У 1975-1998 роках село належало до Варшавського воєводства.

## Демографія
Демографічна структура станом на 31 березня 2011 року:
|          | Загалом | Допрацездатний вік | Працездатний вік | Постпрацездатний вік |
| -------- | ------- | ------------------ | ---------------- | -------------------- |
| Чоловіки | 94      | 18                 | 65               | 11                   |
| Жінки    | 95      | 19                 | 51               | 25                   |
| Разом    | 189     | 37                 | 116              | 36                   |